# Lignyoptera unicoloraria
Lignyoptera unicoloraria är en fjärilsart som beskrevs av Kammil. Lignyoptera unicoloraria ingår i släktet Lignyoptera och familjen mätare. Inga underarter finns listade i Catalogue of Life.